# Jackass!
Jackass! ~Sawatte Itte Dare ga Itta yo?~ (ジャッカス！～触っていいって誰が言ったよ？～, lit. «Burro! Qui t'ha dit que podies tocar?»), conegut simplement com a Jackass!, és un manga one-shot yaoi publicat el 2016, dibuixat i escrit per Scarlet Beriko.

## Argument
Keisuke Hara, un estudiant de secundària, va a classe un dia sense adonar-se que duu posats uns panti de la seva germana sota la roba. Gràcies al seu amic Masayuki Shinoda aconsegueix canviar-se de roba sense que ningú el vegi a la infermeria de l'institut, però quan es queda només amb els pantis la mirada de Masayuki li canvia de sobte a causa d'un fetitxe amb les cames de Keisuke.

## Publicació
El manga va ser publicat per l'editorial Shinshokan, a través de la marca Deer Plus Comics. Es va posar a la venda el 30 de juliol de 2016. El 2017 va sortir en format novel·la gràfica i ebook.
Posteriorment ha estat editat en altres països:
- Taiwan (2017). Editorial Tong Li. Posat a la venda en dues edicions, limitada i estàndard.[5]
- Estats Units (2017). Editorial SuBLime.[5][6]
- Espanya (2018). Edicions Tomodomo.[2]
- Itàlia (2020). Editorial J-Pop.[7][8]

## Adaptacions
El 17 de novembre de 2017 va sortir a la venda una drama CD basat en el manga, protagonitzat pels dobladors Yoshiki Nakajima, en el paper de Keisuke, i Yuma Uchida, en el de Masayuki.

## Recepció
El manga va quedar en la posició 50 de les llistes de venda d'Oricon la setmana de l'1 al 7 d'agost, amb un total de 25.601 exemplars venuts.